# Johann Samuel Ersch
Johann Samuel Ersch (23. června 1766, Hlohov – 16. ledna 1828, Halle) byl německý encyklopedista a knihovník.

## Biografie
Studoval nejprve ve svém rodném městě a později v Halle teologii. Poté působil jako redaktor, knihovník a spisovatel. Vyučoval také na vysoké škole historii a statistiku.
Ersch založil publikací Handbuch der Deutschen Literatur seit Mitte des 18. Jahrhunderts německou bibliografii a spolu s Johannem Gottfriedem Gruberem vydal nedokončenou Allgemeine Encyclopädie der Wissenschaften und Künste v 167 dílech o 78 000 stranách (Lipsko 1818-1889). Pokud by byla encyklopedie dokončena, měla by asi 300 dílů.

## Dílo
- Allgemeine Encyclopädie der Wissenschaften und Künste (spoluautor Johann Gottfried Gruber, 167 dílů. Lipsko 1818-1889. digitalizovaná verze
- Allgemeine Literatur-Zeitung (spoluautor Christian Gottfried Schütz). Halle 1804-1849
- Allgemeines Repertorium der Literatur für die Jahre 1785-1800, 8 dílů. Weimar 1793-1807
- Handbuch der Deutschen Literatur seit Mitte des 18. Jahrhunderts (jako vydavatel). 1812-1814
- Handbuch über das Königreich Westphalen: zur Belehrung über Land u. Einwohner, Verfassung, Verwaltung u. äußere Verhältnisse d. Staats überhaupt u. seine einzelne Theile insonderheit; nebst e. Verz. d. vornehmsten Hof- u. Staats-Beamten; mit e. Kt. von d. Kgr. Westphalen. Halle : Hemmerde und Schwetschke 1808